# Raspailia virgultosa
Raspailia virgultosa är en svampdjursart som först beskrevs av James Scott Bowerbank 1866.  Raspailia virgultosa ingår i släktet Raspailia och familjen Raspailiidae. Arten är reproducerande i Sverige. Inga underarter finns listade i Catalogue of Life.